# 加藤美佐
加藤 美佐（かとう みさ、7月2日 - ）は、日本の女性声優。京都府出身。アトミックモンキー所属。

## 略歴
アトミックモンキー / 声優・演技研究所 第2期卒業。

## 出演

### テレビアニメ
2012年
- 薄桜鬼 黎明録（町人、芸妓、下女、隣人）
- アルカナ・ファミリア（ニコラ）

2013年
- Free!（真琴の母）

2015年
- デス・パレード（リサ）
- デュラララ!!×2 承（茜の母）

2016年
- 怪盗ジョーカー（ダンプのママ）

2017年
- マーベル フューチャー・アベンジャーズ（2017年 - 2018年、キャスター） - 2シリーズ
- クラシカロイド（2017年 - 2018年、記者、ギャルA）
- アイドルマスター SideM（お手伝いさん、ホールスタッフ）
- キノの旅 -the Beautiful World- the Animated Series（中年女性）

2018年
- ハクメイとミコチ（キツネ）
- ダメプリ ANIME CARAVAN（お婆ちゃん）
- レイトン ミステリー探偵社 〜カトリーのナゾトキファイル〜（老人妻）
- 食戟のソーマ シリーズ（2018年 - 2019年、女性乗務員A、女性） - 2シリーズ
- ゴールデンカムイ（2018年 - 2023年、交換手たち、宇佐美の母） - 2シリーズ

2019年
- どろろ（母親、村人A）
- ダンベル何キロ持てる?（観客）

2020年
- ポチっと発明 ピカちんキット（女性）
- フルーツバスケット（2020年 - 2021年、女中） - 2シリーズ
- 富豪刑事 Balance:UNLIMITED（おばちゃん）
- ハクション大魔王2020（スタッフ）

2021年
- Re:ゼロから始める異世界生活（村人）
- MARS RED（遣手婆、大使夫人）
- 舞妓さんちのまかないさん（2021年 - 2022年、仲居、観光客、おねえさん、美容師、舞妓）

2022年
- ハコヅメ〜交番女子の逆襲〜（女性議員）

2023年
- TRIGUN STAMPEDE
- REVENGER（尼僧C）
- 【推しの子】
- 女神のカフェテラス（おばあさんA、おばあちゃんの声）
- 贄姫と獣の王（マル）
- 江戸前エルフ（おばちゃん）
- 山田くんとLv999の恋をする（住吉）
- 七つの魔剣が支配する（フランシス＝ギルクリスト）
- オーバーテイク!（おばあちゃん）

2024年
- 俺だけレベルアップな件（2024年 - 2025年、観月の母） - 2シリーズ
- バーテンダー 神のグラス（通行人の女性）
- 怪獣8号（母親）
- カードファイト!! ヴァンガード Divinez（先生 / 教師）
- 甘神さんちの縁結び（組合員）

2025年
- SAKAMOTO DAYS（母親、係員）
- トリリオンゲーム（皇の連れの女性）
- クラスの大嫌いな女子と結婚することになった。（使用人C）
- ドラえもん（テレビ朝日版第2期）（おばあさん）
- 神統記（テオゴニア）（エルサの母）
- 黒執事 -緑の魔女編-（軍人）

### 劇場アニメ
- BLUE GIANT（2023年）
- らくだい魔女 フウカと闇の魔女（2023年、魔法教師）

### OVA
- フルーツバスケット -prelude-（2022年、教師）

### Webアニメ
- 雛蜂-BEE-（2015年、お母さん、一般人F）
- Levius -レビウス-（2019年、ローズ・クロムウェル、バルテュス・J・ラングドン）
- 爆丸アーマードアライアンス（2020年 - 2021年、グランツB、セーラス、女性賛同者、先生）
- ガンダムビルドダイバーズRe:RISE（2020年、婦長）
- 極主夫道（2021年、店員）
- 爆丸ジオガンライジング（2021年、教師）

### ゲーム
2012年
- 薄桜鬼 黎明録（芸妓 他）

2013年
- 月英学園 -kou-（浩の祖母）

2014年
- 喋る!海賊ファンタジア（鉄血のカルロッタ）

2015年
- クイズRPG 魔法使いと黒猫のウィズ（アムベル・ケイ）

2017年
- ドラゴンハート（祝融夫人）
- 崩壊3rd（カカリア）
- Ragnarok〜ヴァルハラサーガ

2018年
- スカイフォート・プリンセス（エコー）

2019年
- ガーディアン・プロジェクト（長門、レキシントン、ライト）

2021年
- モンスターストライク（ベリンダ）

2023年
- 崩壊:スターレイル（カカリア）

### 吹き替え

#### 映画
2010年
- アザー・ガイズ 俺たち踊るハイパー刑事!（フランシーヌ〈リンゼイ・スローン〉）

2014年
- グッド・ライ 〜いちばん優しい嘘〜（パメラ〈サラ・ベイカー〉）
- ヴァンパイア・アカデミー

2015年
- 戦場からのラブレター（ウィニフレッド・ホルトビー〈アレクサンドラ・ローチ〉）
- あと1センチの恋（サリー〈タムシン・エガートン〉）
- フラワーショウ!（イブ）

2016年
- ダーク・クライム（マルタ〈アガタ・クレシャ〉）
- レイク・プラシッド3 ワニ爆食（ヴィカ）※テレビ東京版

2017年
- ザ・ギフト（ロビン〈レベッカ・ホール〉）
- ソーシャル・キラー 金曜日のネットストーカー（ヴィヴィアン）
- スウィート17モンスター（グリア、シャノンほか）
- #REALITYHIGH/リアリティ・ハイ（バーンズ夫人）

2018年
- アニアーラ（イサゲル）
- SPL 狼たちの処刑台（ソーエイ）
- 7月22日

2020年
- 愛と哀しみの旅路 ※Disney+版
- 男たちの挽歌 REBORN（メイリン）
- ランボー ラスト・ブラッド（ジゼル〈フェネッサ・ピネダ〉）※劇場公開版
- ビルとテッドの時空旅行 音楽で世界を救え!（エリザベス〈エリン・ヘイズ〉）

2022年
- アンチャーテッド（シスター〈ジョージア・グッドマン〉）
- ラストナイト・イン・ソーホー（カミ〈カシウス・ネルソン〉）
- アムステルダム（ベアトリス・ファンデンフーヴェル〈アンドレア・ライズボロー〉）
- エージェント・オブ・メモリーズ 記憶犯罪捜査官（トムソン〈ジョーダナ・オバーマン〉）

2023年
- ブッククラブ/ネクストチャプター（グレース〈グレース・トゥルリー〉）
- トランスフォーマー/ビースト覚醒（ジリアン〈サラ・スタイルズ〉）

#### ドラマ
2015年
- NCIS: ニューオーリンズ シーズン2（マディソン）
- Zネーション（マージョリーほか）

2016年
- Empire 成功の代償（ミミ・ホワイトマン〈マリサ・トメイ〉）
- アクエリアス 刑事サム・ホディアック（セディ）

2017年
- オクニョ 運命の女（ソヒャン）
- タイムレス（ロビン）
- DIVORCE/ディボース（カーラ）
- ウェットホットアメリカンサマー あれから10年（クレア〈サラ・バーンズ〉）
- THE BLACKLIST/ブラックリスト シーズン4（ライリー）
- LOVE ラブ シーズン2（カリ）

2018年
- THE INNOCENTS イノセンツ（シグリッド〈リース・リソム・オルセン〉）

2019年
- たった一人の私の味方（ギョンジャ）
- 9-1-1: LA救命最前線（2019年 - 、シャノン）

2020年
- Lの世界 ジェネレーションQ

2021年
- 刑事モース〜オックスフォード事件簿〜 シーズン8（ナオミ）
- クイズ 〜100万ポンドを夢見た男〜（ダイアナ・イングラム〈ショーン・クリフォード〉）
- トワイライト・ゾーン #5（モーラ〈アリソン・トルマン〉）

2022年
- ギルデッド・エイジ -ニューヨーク黄金時代-（ブルース）
- ターミナル・リスト（デプトゥーラ〈アレクシス・ラウダー〉）
- ドクター弁護士（ピョ・ウンシル）
- イエローストーン（べサニー・ダットン〈ケリー・ライリー〉）
- ジ・オファー / ゴッドファーザーに賭けた男（ベティ・マッカート〈ジュノー・テンプル〉）
- 2034 今そこにある未来（ロージー・ライオンズ〈ルース・マデリー〉）
- 社内お見合い（ボラ）

2024年
- アレックス・クロス 〜狙われた刑事〜（タニア・ハイタワー〈シボーン・マーフィー〉）

2025年
- ゼロデイ（アナ〈ハンナ・グロス〉）

#### アニメ
- ザ・スター はじめてのクリスマス（2018年、ルース）

### 舞台
- 天才劇団バカバッカ公演
  - マイリトルシスター（2011年）ストロベリー
  - センス・オブ・ワンダー（2012年）手下
  - ファミリー・ウォーズ（2012年）白石若菜
  - ウェルカム・ホーム（2013年）藤田双葉
  - DADDY WHO？（2015年）あきら
- 劇団ヘロヘロQカムパニー公演
  - 怪盗不思議紳士twice（2015年）すみれ
  - 無限の住人（2018年）吹
  - DARK CROWS 2019 トキノソラ（2019年）団子屋女将

### シリーズ一覧
1. ↑  第3期『餐ノ皿』遠月列車篇（2018年）、第4期『神ノ皿』（2019年）
2. ↑  第二期（2018年）、第四期（2023年）
3. ↑  2nd season（2020年）、The Final（第3期、2021年）
4. ↑  Season 1（2024年）、Season 2 -Arise from the Shadow-（2025年）